# Albești (sit SCI)
Albești este o arie protejată (arie specială de conservare — SAC, sit de importanță comunitară — SCI) din România, desemnată în scopul protejării biodiversității și menținerii într-o stare de conservare favorabilă a florei spontane și faunei sălbatice, precum și a habitatelor naturale de interes comunitar aflate în arealul zonei de protecție. Aceasta se întinde pe o suprafață de 148,7 ha, integral pe uscat.

## Localizare
Situl Albești se întinde pe teritoriul administrativ al comunei Albești din județul Botoșani. Centrul acestuia este situat la coordonatele 47°41′44″N 27°02′45″E / 47.695656°N 27.045875°E.

## Înființare
Albești (ROSCI0276) a fost declarat sit de importanță comunitară în decembrie 2007 pentru a proteja două specii din fauna sălbatică a României. Situl a fost protejat și ca arie specială de conservare în mai 2022.

## Biodiversitate
Situată în ecoregiunea continentală a Câmpiei Moldovei, aria protejată nu conține habitate naturale.
La baza desemnării sitului se află două specii de animale ocrotite la nivel european prin Directiva C.E. 92/43/CE (anexa I-a) din 21 mai 1992 (privind conservarea habitatelor naturale și a speciilor de faună și floră sălbatică) și aflate pe lista roșie a IUCN; astfel: buhaiul de baltă cu burta roșie, un amfibian din specia Bombina bombina  și popândăul european (Spermophilus citellus), un mamifer din familia Sciuridae.